# Церква Зіслання Святого Духа (Вигода)
Церква Зіслання Святого Духа у Вигоді — парафія і храм греко-католицької громади Копичинецького деканату Української греко-католицької церкви в селі Вигода Чортківського району Тернопільської области.

## Історія церкви
Багато років віряни цього села, не маючи власного храму, відвідували богослужіння в сусідніх селах Заремба та Оришківці.
У січні 2008 року, з благословення Апостольського Адміністратора Бучацької єпархії о. Димитрія Григорака, греко-католицька громада зареєструвала свою парафію.
Перша відправа відбулася у Вербну неділю 2009 року в тимчасово збудованій каплиці. На ній були присутні о. декан В. Квік, о. протосинкел Володимир Заболотний та новопризначений адміністратор парафії о. Руслан Корнят. Архітектором каплиці стала Олександра Савків.
22 вересня 2019 року відбулося відкриття церкви Зіслання Святого Духа.
При парафії діють:
- Братство «Апостольство молитви» (керівник — Катерина Татарин).
- Спільнота «Матері в молитві» (керівник — Зоряна Барабані).
- Вівтарна дружина (керівник — Сергій Грицина).

Катехизацію проводить священник.

## Парохи
- о. Руслан Корнят (з 10 квітня 2009[1]).